# Lythrypnus heterochroma
Lythrypnus heterochroma är en fiskart som beskrevs av Ginsburg, 1939. Lythrypnus heterochroma ingår i släktet Lythrypnus och familjen smörbultsfiskar. Inga underarter finns listade i Catalogue of Life.